# スヴァジルファリ

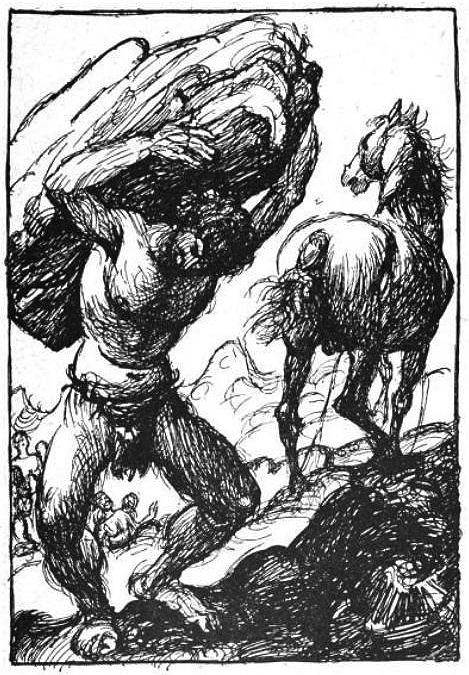
Robert Engels が描いた、石工とスヴァジルファリ。

スヴァジルファリ（古ノルド語：Svaðilfari）は、北欧神話に出てくる人間の石工に変装してミズガルズの壁を建造した山の巨人が所有する魔法の馬。
『スノッリのエッダ』第一部『ギュルヴィたぶらかし』では次の物語が語られている。
アース神族がミズガルズを造りヴァルハラを建てるなどして暮らし始めたある日、石工に変装した巨人がやってきて神々に提案を持ちかける。
石工は強く、高い、新しい壁を建ててミズガルズを囲むかわりに、月と太陽を手に入れフレイヤと結婚したいと要求した。神々は大いに怒ったが、ロキの助言により石工が誰の助けも借りずに冬至から夏至の間、約半年を期限に壁を完成させたら報酬を支払うが、もしその間に壁を完成させられなければ報酬は無効とするという対案を提示した。石工はこれに対して彼の馬、スヴァジルファリを使っても良いならばという条件を出した。
冬の初めの日から城壁の建設が開始された。スヴァジルファリは巨大な石を運んで石工以上に目覚しい活躍をした。夏の始まる数日前、壁が完成に近づいた頃、神々は条件について助言をしたロキに責任を取るように命じた。ロキは雌馬に化けてスヴァジルファリを誘惑しスヴァジルファリはロキを追いかけて作業を放り出した。
これにより作業は遅延し、期限に間に合わないと悟って石工は巨人の姿を現したので、トールはミョルニルで巨人を打ち倒した。その後、ロキとスヴァジルファリの間に生まれた馬がスレイプニルである。